# Conseil international de la musique
Le Conseil international de la musique (CIM) est le plus grand réseau mondial d'organisations et d'institutions travaillant dans le domaine de la musique.
Le CIM a été créé en 1949 en tant qu'organe consultatif de l'UNESCO en matière de musique. Il est basé au siège de l'UNESCO à Paris, en France, où il fonctionne en tant qu'organisation internationale non gouvernementale  indépendante. Son objectif principal est de faciliter le développement et la promotion de la création musicale internationale.
Le CIM compte actuellement quelque 120 membres, répartis en 4 catégories (Conseils nationaux de la musique, Organisations musicales internationales, Organisations musicales régionales, Organisations nationales et spécialisées dans le domaine des arts et de la culture), ayant un accès direct à plus de 1 000 organisations dans quelque 150 pays et à 600 millions de personnes. L'organisation est représentée par des conseils régionaux en Europe, en Afrique et dans les Amériques. Leur tâche est de développer et de soutenir des programmes spécifiquement adaptés aux besoins des membres et partenaires du CIM dans leur région.
Le Conseil international de la musique milite pour l'accès à la musique pour tous, à travers un ensemble de valeurs qui sont à la base de l'action à la fois du CIM et de ses conseils régionaux : ces convictions fondamentales ont été regroupées sous le nom des Five Music Rights (Cinq droits de la musique).

## Cinq Droits de la Musique
Les « Cinq Droits de la Musique » ont été proclamés pour la première fois à Tokyo, lors de l'Assemblée générale du CIM de 2001, et ont été promus depuis cette année par le même Conseil et les organismes connexes, à travers des activités de plaidoyer, des programmes et d'autres initiatives, comme les Music Rights Awards et la nomination des Music Rights Champions. Ils s'inspirent de la Déclaration universelle des droits de l'homme, de la Déclaration des droits de l'enfant, de la charte PEN et du Pacte international relatif aux droits économiques, sociaux et culturels.
Les principes de la charte des Cinq Droits de la Musique — écrite à l'origine en anglais et traduite en français, espagnol, arabe, Mandarin (langue), chinois mandarin — sont :
- Le droit pour tous les enfants et les adultes :
  1. De s’exprimer musicalement en toute liberté
  2. D’apprendre et d’étudier les langages et savoir-faire musicaux
  3. D’accéder à la musique à travers la participation, l’écoute, la création et l’information
- Le droit pour tous les artistes musicaux :
  1. De développer leur art et de le communiquer à travers tous les médias, au moyen d’outils et des structures appropriés mis à leur disposition
  2. D’obtenir une juste reconnaissance et une rémunération équitable pour leur travail

## Initiatives et actions
Le CIM entreprend de nombreuses initiatives au sein de l'écosystème musical - telles que le développement de projets, l'organisation de conférences, la remise de prix, etc. Les projets sont internationaux, régionaux et parfois locaux et sont souvent soutenus par des organisations internationales, intergouvernementales et supranationales.

### Tribune internationale des compositeurs
L'une des activités bien établies et régulières de l'IMC est sa Tribune internationale des compositeurs (International Rostrum of Composers), un forum offrant aux représentants des organismes de radiodiffusion nationaux la possibilité d'échanger et de faire connaître des œuvres de musique classique contemporaine.

### Collection UNESCO de musique traditionnelle
Le CIM est également à l'origine de la Collection UNESCO de musiques traditionnelles du monde qui comprenait plus d'une centaine d'enregistrements audio pionniers de la musique traditionnelle du monde, publiés de 1961 à 2003 sur un certain nombre de labels d'enregistrement différents.

### Prix CIM-UNESCO de la musique
Le prix CIM-UNESCO de la musique a été décerné de 1975 à 2005 par le Conseil international de la musique, à partir de 1978 en coopération avec l'UNESCO. Le prix s'adressait à la fois aux musiciens et aux institutions musicales dont les activités soutenaient l'enrichissement et le développement de la musique, à la lumière des objectifs de la Charte des Nations unies et de l'Acte constitutif de l'UNESCO. Le prix a été évalué selon les quatre catégories suivantes, à savoir :
- Composition : décerné aux compositeurs pour leur production créative globale.
- Performance : décerné à des individus et des ensembles dans le domaine de la musique populaire, traditionnelle, « classique » ou du jazz, pour l'ensemble de leurs activités de concert.
- Musicologie/journalisme musical : décerné aux musicologues et critiques musicaux pour l'ensemble de leurs recherches ou critiques
- Pédagogie musicale : décerné aux membres de la profession enseignante pour leur rendement éducatif global.

Le dernier lauréat du prix CIM-UNESCO de la musique a été Mikis Theodorakis .

### Programme de développement de la musique africaine
Le African Music Development Programme (Programme de développement de la musique africaine), lancé en 2014 par le Conseil International de la Musique, s'est déroulé dans 9 pays africains.
Le projet d'une durée de 3 ans a été mis en œuvre avec le soutien financier de l'Union européenne et l'assistance technique de l'Organisation des États d'Afrique, des Caraïbes et du Pacifique (ACP), et visait à soutenir l'industrie de la musique à travers une série d'actions ciblées, telles que l'augmentation des opportunités d'emploi pour les acteurs du secteur, la promotion des échanges entre les professionnels de la musique européens et africains, la promotion du rôle du secteur de la musique, en tant que moteur et catalyseur du développement durable, et la promotion du réseau et le renforcement de l'infrastructure du secteur de la musique africaine.

### Plaidoyer
Les actions de plaidoyer du CIM ciblent les organisations intergouvernementales et internationales ainsi que les gouvernements nationaux via les membres nationaux du CIM.
La principale arène de plaidoyer du CIM est l' UNESCO, et plus particulièrement la Recommandation de 1980 concernant le statut de l'artiste, la Convention de 2003 pour la sauvegarde du patrimoine culturel immatériel et la Convention de 2005 sur la protection et la promotion de la diversité des expressions culturelles.
Certaines actions de plaidoyer sont menées en coopération avec d'autres organisations internationales, comme la campagne #Culture2030Goal pour l'inclusion de la culture parmi les Objectifs de développement durable.

## Autres initiatives

### Journée internationale de la musique
La Journée internationale de la musique (International Music Day) a été initiée en 1975 par Lord Yehudi Menuhin, ancien président du CIM, pour encourager :
- la promotion de notre art musical auprès de toutes les couches de la société ;
- l'application des idéaux de l'UNESCO de paix et d'amitié entre les peuples, d'évolution de leurs cultures, d'échange d'expériences et d'appréciation mutuelle de leurs valeurs esthétiques ;
- la promotion des activités du Conseil international de la musique, de ses organisations membres internationales et comités nationaux, ainsi que sa politique de programme en général.

La Journée Internationale de la Musique est célébrée dans le monde entier le 1er octobre.

## Présidents du CIM
- Dr Sheila Woodward (2023-présent), États-Unis
- Alfons Karabauda (2019-2023), Suède
- Emily Achieng' Akuno (2017-2019), Kenya
- Paul Dujardin (2013-2017), Belgique
- Frans de Ruiter (1998-2001) (2009-2013), Pays-Bas
- Richard Letts (2005-2009), Australie
- Kifah Fakhouri (2001-2005), Jordanie
- Jordi Roch (1994-1997), Espagne
- Eskil Hemberg (1992-1993), Suède
- Lupwishi Mbuyamba (1988-1991), Zaïre
- Marlos Nobre (1986-1987), Brésil
- Gottfried Scholz (1984-1985), Autriche
- Barry S. Brook (1982-1983), États-Unis
- Frank Callaway (1980-1981), Australie
- John Peter Lee Roberts (1978-1979), Canada
- Yehudi Menuhin (1969-1975), États-Unis
- Narayana Menon (1967-1968) (1976-1977), Inde
- Vladimir Fedorov (1965-1966), France
- Mario Labroca (1959-1964), Italie
- Domingo Santa Cruz (1957-1958), Chili
- Steuart Wilson (1954-1956), Royaume-Uni
- Roland Manuel (1950-1953), France

## Voir également
- International Council for Traditional Music